# Oonops aristelus
Oonops aristelus là một loài nhện trong họ Oonopidae.
Loài này thuộc chi Oonops. Oonops aristelus được Arthur M. Chickering miêu tả năm 1972.